# HNRNPA1
HNRNPA1 (англ. Heterogeneous nuclear ribonucleoprotein A1) – білок, який кодується однойменним геном, розташованим у людей на короткому плечі 12-ї хромосоми.  Довжина поліпептидного ланцюга білка становить 372 амінокислот, а молекулярна маса — 38 747.
| 10         |  | 20         |  | 30         |  | 40         |  | 50         |
| ---------- |  | ---------- |  | ---------- |  | ---------- |  | ---------- |
| MSKSESPKEP |  | EQLRKLFIGG |  | LSFETTDESL |  | RSHFEQWGTL |  | TDCVVMRDPN |
| TKRSRGFGFV |  | TYATVEEVDA |  | AMNARPHKVD |  | GRVVEPKRAV |  | SREDSQRPGA |
| HLTVKKIFVG |  | GIKEDTEEHH |  | LRDYFEQYGK |  | IEVIEIMTDR |  | GSGKKRGFAF |
| VTFDDHDSVD |  | KIVIQKYHTV |  | NGHNCEVRKA |  | LSKQEMASAS |  | SSQRGRSGSG |
| NFGGGRGGGF |  | GGNDNFGRGG |  | NFSGRGGFGG |  | SRGGGGYGGS |  | GDGYNGFGND |
| GGYGGGGPGY |  | SGGSRGYGSG |  | GQGYGNQGSG |  | YGGSGSYDSY |  | NNGGGGGFGG |
| GSGSNFGGGG |  | SYNDFGNYNN |  | QSSNFGPMKG |  | GNFGGRSSGP |  | YGGGGQYFAK |
| PRNQGGYGGS |  | SSSSSYGSGR |  | RF         |  |            |  |            |

A: Аланін

C: Цистеїн

D: Аспарагінова кислота

E: Глутамінова кислота

F: Фенілаланін

G: Гліцин

H: Гістидин

I: Ізолейцин

K: Лізин

L: Лейцин

M: Метіонін

N: Аспарагін

P: Пролін

Q: Глутамін

R: Аргінін

S: Серин

T: Треонін

V: Валін

W: Триптофан

Кодований геном білок за функцією належить до рибонуклеопротеїнів. 
Задіяний у таких біологічних процесах як взаємодія хазяїн-вірус, процесінг мРНК, сплайсінг мРНК, транспорт, транспорт мРНК. 
Білок має сайт для зв'язування з РНК. 
Локалізований у цитоплазмі, ядрі.